# Johann Christian Koch

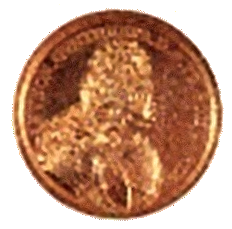
Graf Anton Günther II. von Schwarzburg-Arnstadt;
Goldmedaille Johann Christian Koch (1709)

Johann Christian Koch (* 23. Oktober 1680 in Aken (Elbe); † 1. November 1742 in Gotha) war ein berühmter Medailleur und Münzgraveur der Münzstätte Gotha.

## Leben
Johann Christian Koch kam am 23. Oktober 1680 zur Welt; nach dem alten Kalender und Zeitrechnung war es der 12. Oktober. Seine Eltern waren der Hof- und Waffenschmied Nikolaus Koch aus Schleiz und seine Ehefrau Anna Catharina, geb. Luckow.
Um 1697 nahm der berühmte Medailleur Christian Wermuth ihn zur Ausbildung mit nach Gotha und schickte ihn auf die dortige Stempelschneiderschule. Gleichzeitig arbeitete Johann Christian Koch auch in der Werkstatt von Wermuth mit. Medaillen, die zwischen 1700 und 1707 die Werkstatt von Wermuth verließen und als eine der schönsten galten, wurden ihm teilweise zugeschrieben. Am Hofe in Gotha fand er bald die ersehnte Anstellung. Dreißig Jahre arbeitete er im Dienste der zwei Herzöge (Friedrich II. und Friedrich III. von Sachsen-Gotha-Altenburg). Des Weiteren übernahm er auch Arbeiten für Fürstenhöfe, die mit den Häusern der beiden Herzöge familiär oder freundschaftlich verbunden waren. Johann Christian Koch starb am 1. November 1741 im Alter von 62 Jahren in Gotha, nachdem er sechs Wochen auf dem Krankenlager darniederlag.

## Werk
Das Œuvre, das von ihm überliefert ist und das man ihm eindeutig zuschreibt, umfasst etwa 150 Medaillen und Münzen. Zeitgenossen schätzten in seinen Werken die große Ähnlichkeit der Porträts und die plastische Gestaltung der Medaillen. Auch beherrschte Johann Christian Koch, seine Porträts in barocker Weise zu präsentieren. Er zeigte bei der Wahl und Gestaltung der Inschriften mit Lobeshymnen, Wahl- und Sinnsprüchen und den im 18. Jahrhundert beliebten Chronogrammen ein besonderes Geschick.